# 2073.
◄ | 20. stoljeće | 21. stoljeće | 22. stoljeće | ►
◄ | 2040-ih | 2050-ih | 2060-ih | 2070-ih | 2080-ih | 2090-ih | 2100-ih | ►
◄◄ | ◄ | 2070. | 2071. | 2072. | 2073. | 2074. | 2075. | 2076. | ► | ►►
Astronomija

## Događaji
- 7. veljače – Djelomična pomrčina Sunca koju će se moći vidjeti u Kini, Japanu, Sibiru i na Aljaski.
- 23. srpnja – Merkurov prijelaz preko Sunčeva diska vidljiv s Venere.
- 3. kolovoza – Potpuna pomrčina Sunca koju će se moći vidjeti u Patagoniji.